# Arthur Abele
Arthur Abele (Mutlangen, 30 de julio de 1986) es un deportista alemán que compite en atletismo, especialista en la prueba de decatlón.
Ganó una medalla de oro en el Campeonato Europeo de Atletismo de 2018 y una medalla de plata en el Campeonato Europeo de Atletismo en Pista Cubierta de 2015.

## Palmarés internacional
| Campeonato Europeo                   | Campeonato Europeo      | Campeonato Europeo | Campeonato Europeo |
| Año                                  | Lugar                   | Medalla            | Prueba             |
| ------------------------------------ | ----------------------- | ------------------ | ------------------ |
| 2018                                 | Berlín (Alemania)       | Medalla de oro     | Decatlón           |
| Campeonato Europeo en Pista Cubierta |                         |                    |                    |
| Año                                  | Lugar                   | Medalla            | Prueba             |
| 2015                                 | Praga (República Checa) | Medalla de plata   | Heptatlón          |